# Sachin Tendulkar
Sachin Ramesh Tendulkar (24 de abril de 1973) é um jogador de críquete da Índia.
Apelidado The Little Master, é muitas vezes listado como um dos melhores batedores da história do críquete e bateu, ao longo da carreira, numerosos recordes do mundo significativos para esse desporto. Estreou como first-class cricket na equipa de Bombaim aos 15 anos de idade, antes de ser selecionado pela primeira vez para a seleção de críquete da Índia, em 1989.
Em 1998 ultrapassou o melhor total de centuries reunidos em One-day International (ODI). Em 2000 passou a deter o recorde do maior número de corridas no jogo. Em test-matchs, bateu as melhores marcas equivalentes em 2005 e 2008. Conseguiu em 2010 o mais alto score individual em ODI, com 200 corridas, recorde que manteve até 2011, quando foi batido por Virender Sehwag..
Diversos contratos publicitários fizeram dele o jogador de críquete mais rico do mundo. Retirou-se em 2013.

## Awards
- 2020 - Prêmio Mundial de Esportes Laureus[2]